# GAZ-3105 Wołga
GAZ-3105 Wołga – luksusowy samochód osobowy produkowany przez rosyjski GAZ w latach 1992-1996, przygotowany jako następca dla GAZ-14 Czajka. Mimo mniejszych wymiarów nadwozia zapewniał komfortowe warunki podróży. Samochód 4-drzwiowy, sedan. Napęd jednostką V8 o pojemności 3,4 litra i mocy 170 KM. Moment obrotowy przenoszony na obie osie poprzez 5-biegową manualną skrzynię biegów.
Samochód powstał na zlecenie rządu Rosji – nie należał bezpośrednio do rodziny modeli Wołga. Początkowo zakładano poziom produkcji w wysokości 250 egzemplarzy rocznie. Przez 4 lata produkcji powstało jednak 55 egzemplarzy. Większość z nich trafiła do prywatnych odbiorców, gdyż organizacje rządowe w Rosji w latach 90 XX w. sprowadzały nowoczesne luksusowe samochody z zachodniej Europy.

## Dane techniczne

### Silnik
- V8 3,4 l (3380 cm³), 2 zawory na cylinder
- Chłodzony cieczą, montowany wzdłużnie z przodu
- Układ zasilania: wtrysk pośredni
- Średnica cylindra × skok tłoka: 82,00 mm × 80,00 mm
- Stopień sprężania: 9,0:1
- Moc maksymalna: 170 KM (125 kW) przy 5400 obr./min
- Maksymalny moment obrotowy: 265 N•m przy 4000 obr./min

### Osiągi
- Przyspieszenie 0-100 km/h: 11 s
- Prędkość maksymalna: 200 km/h
- Spalanie (90 km/h / 120 km/h / miasto) w l/100 km: 8,7 / 11,2 / 17,5

### Inne
- Przełożenia biegów (I / II / III / IV / V / wsteczny): 3,6:1 / 2,2:1 / 1,46;1 / 0,96:1 / 0,756:1 / 3,58:1
- Główne przełożenie tylnego mostu: 3,9:1
- Sprzęgło: suche, jednotarczowe
- Minimalny promień skrętu: 5,8 m
- Opony: 205/65 R15
- Prześwit: 160 mm

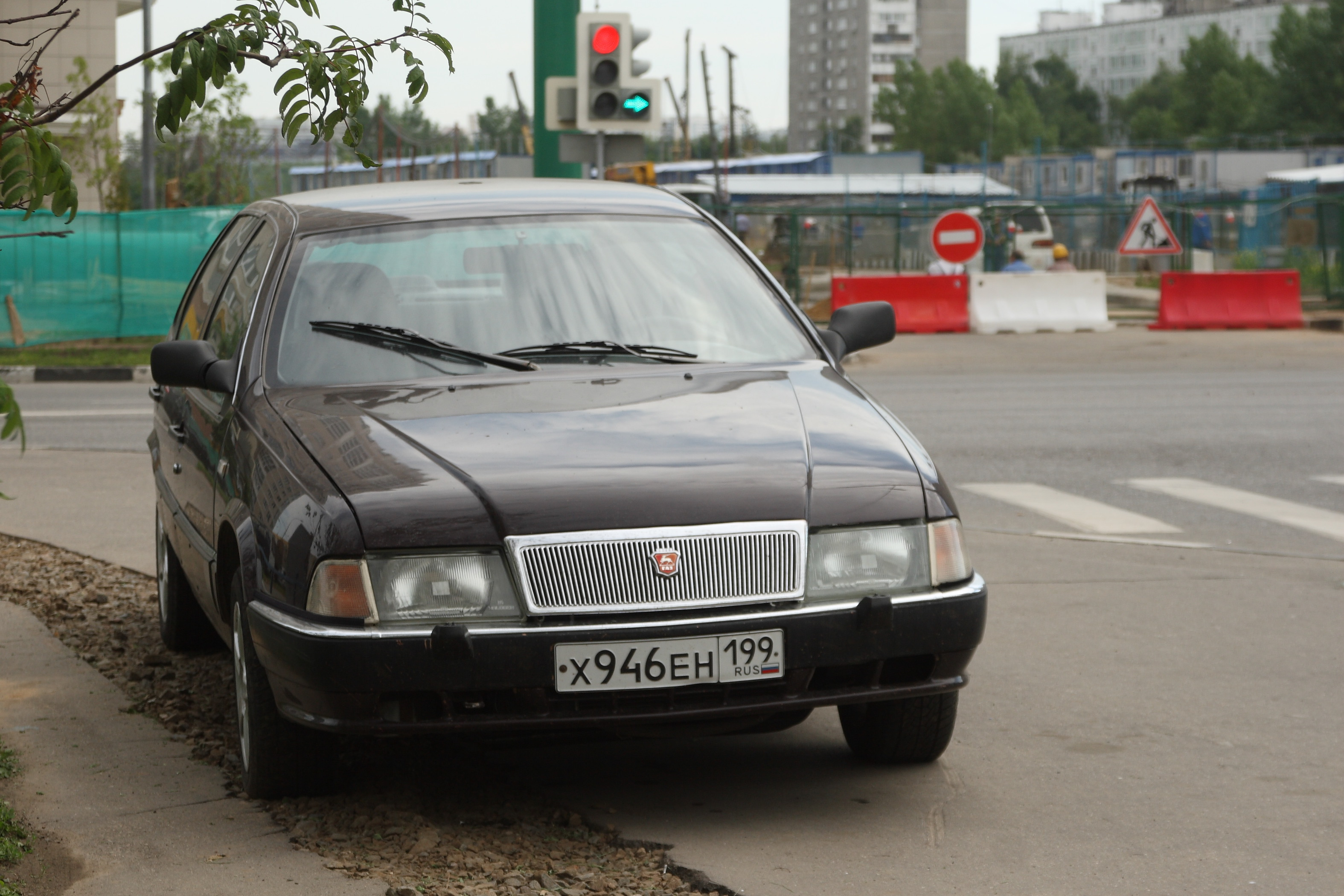
GAZ-3105 - przód nadwozia
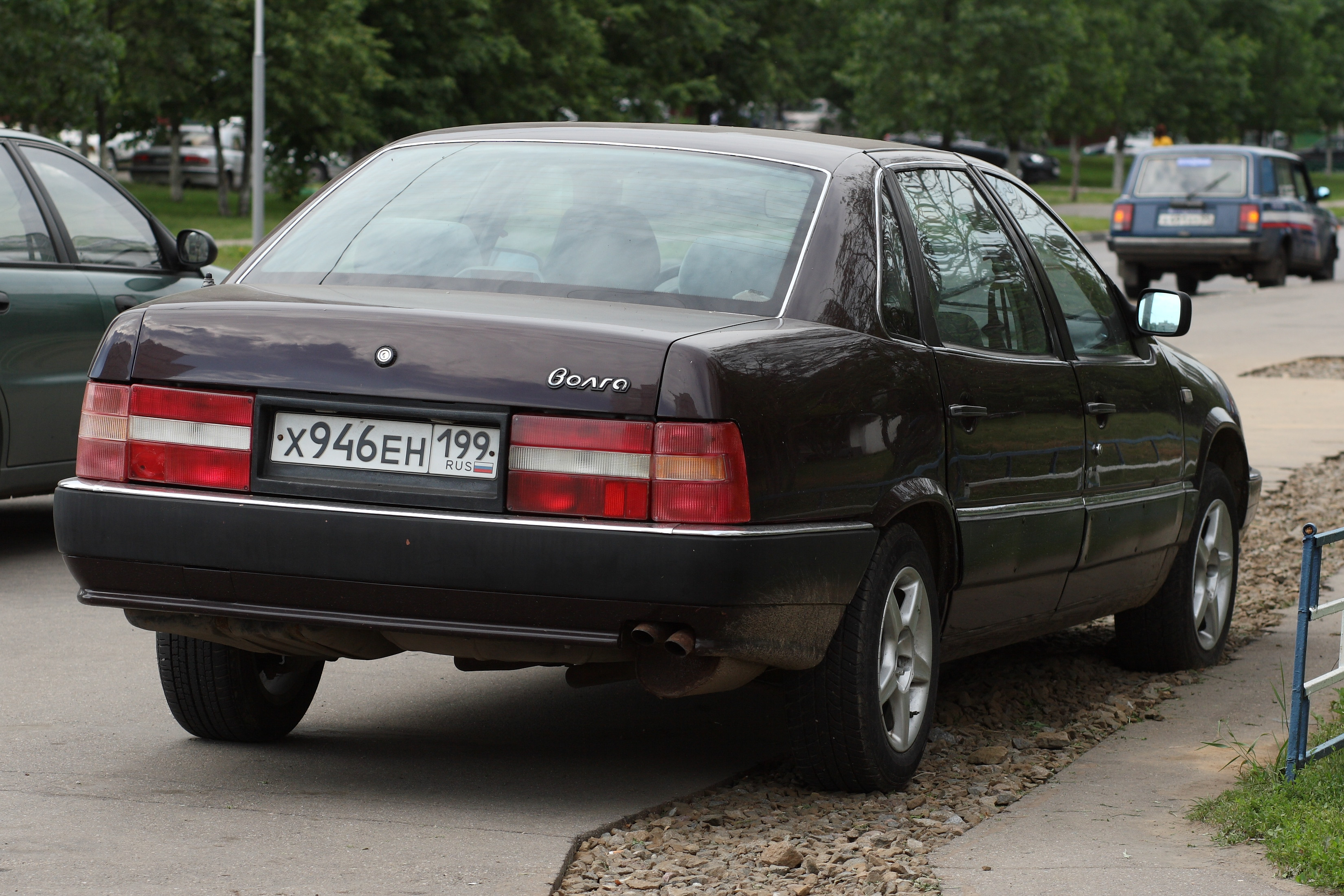
GAZ-3105 - tył nadwozia